# Zhao Jun
Zhao Jun (chinesisch 趙駿 / 赵骏, Pinyin Zhào Jùn; * 12. Dezember 1986 in Jinan) ist ein chinesischer Schachgroßmeister.

## Karriere
Zhao Jun erzielte alle für die Titelverleihung erforderlichen Großmeisternormen im Jahr 2004. Die erste sicherte er sich im Februar bei den Aeroflot Open in Moskau, die zweite im April bei den chinesischen Mannschaftsmeisterschaften in seiner Heimatstadt und die dritte schließlich im Dezember bei den Juniorenweltmeisterschaften in Kochi. Bei letzteren Wettkämpfen gewann er darüber hinaus die Bronzemedaille. Offiziell zuerkannt wurde ihm der Großmeister-Titel Ende Februar 2005 während des FIDE-Kongresses in Tiflis.
Er vertrat die Volksrepublik China im Mai und Juni 2006 bei der 37. Schacholympiade in Turin. Dort spielte er am zweiten Reservebrett (+2 =0 −1) und belegte mit dem Team am Ende den zweiten Rang. Im gleichen Jahr gewann er am 20. August ein Qualifizierungsturnier des Internet Chess Club (10/12). Dieser Erfolg erlaubte ihm und dem zweitplatzierten Dmitry Gurevich eine Teilnahme an der Blitzschach-Weltmeisterschaft im September in Rischon LeZion. Zhao Jun musste jedoch wegen eines zeitgleich stattfindenden Länderkampfes gegen Frankreich absagen. 2007 belegte er bei den Asienmeisterschaften in Cebu City einen geteilten dritten bis achten Platz. Dieses Ergebnis konnte er in den Folgejahren nicht halten. 2011 in Maschhad erreichte er den zehnten (5½/9) und 2012 in Ho-Chi-Minh-Stadt lediglich den 39. Platz (4½/9).
Die asiatische Mannschaftsmeisterschaft gewann Zhao Jun 2008 am vierten Brett der chinesischen Mannschaft spielend, 2012 trat er für die zweite Mannschaft Chinas an und erreichte das zweitbeste Einzelergebnis am dritten Brett.
Bisher nahm er an drei Schach-Weltpokalen teil: 2005 in Chanty-Mansijsk scheiterte er in der ersten Runde mit ½:1½ an Gata Kamsky, 2007 konnte er sich am gleichen Ort zunächst mit 2½:1½ gegen P. Harikrishna durchsetzen, ehe er in der zweiten Runde 1½:2½ gegen Liviu-Dieter Nisipeanu verlor. Bei seiner dritten Teilnahme 2015 in Baku schied er in der ersten Runde mit 1:3 gegen Jan Nepomnjaschtschi aus.
In der chinesischen Schach-Liga tritt Zhao Jun für die Mannschaft der Provinz Shandong an, mit der er 2007 und 2010 den Titel gewann.

## Turniererfolge
- 2010: Campomanes Memorial Cup (7/9)
- 2012: Queenstown Chess Classic (7½/9)
- 2015: Hastings Premier (8/9)